# 가모시다 다카시
가모시다 다카시(일본어: 鴨志田 誉, 1985년 8월 5일 ~ )는 일본의 전 축구 선수이다.

## 구단 경력
그는 2009년부터 2018년까지 J리그의 도치기 SC, 후쿠시마 유나이티드 FC에서 활동하였다.